# 薩伏依的費迪南多
薩伏依的費迪南多（義大利語：Ferdinando di Savoia-Genova，1822年11月15日—1855年2月10日），熱那亞公爵，薩丁尼亞國王卡洛·阿爾貝托的次子。
在1848年西西里革命期間，費迪南多一度被選為西西里國王。然而同年薩丁尼亞軍隊被奧地利軍隊打敗，費迪南多最終拒絕了西西里的王位。

## 家庭
1850年，費迪南多與薩克森的約翰的女兒伊莉莎白公主結婚，兩人共有1子1女：
1. 瑪格麗塔·瑪麗亞·特蕾莎·喬萬娜（1851年—1926年），義大利王后
2. 托馬索·阿爾貝托·維托里奧（英语：Prince Thomas, Duke of Genoa）（1854年—1931年），熱那亞公爵